# Paracobanocythere grandis
Paracobanocythere grandis is een mosselkreeftjessoort uit de familie van de Cobanocytheridae. De wetenschappelijke naam van de soort is voor het eerst geldig gepubliceerd in 2011 door Higashi & Tsukagoshi.